# سیارک ۲۹۴۶۴
سیارک ۲۹۴۶۴ (به انگلیسی: 29464 Leonmis، نامگذاری:1997TY9) بیست و نه هزار و چهارصد و شصت و چهارمین سیارک کشف شده‌است که در ۵ اکتبر ۱۹۹۷ کشف شد.